# جو بويس
جو بويس (بالإنجليزية: Joe Boyce)‏ هو لاعب دوري الرغبي أسترالي، ولد في 1 فبراير 1994 في صن شاين كوست في أستراليا.